# Hesperoptenus gaskelli
Hesperoptenus gaskelli — вид ссавців родини лиликових. 

## Проживання, поведінка
Країна поширення: Індонезія. Єдиний екземпляр був пійманий на невеличкій галявині на краю незайманого лісу. 

## Загрози та охорона
Загрози для цього виду не відомі. Типова місцевість знаходиться в межах заповідника.